# Allobates melanolaemus
Allobates melanolaemus (synoniem: Colostethus melanolaemus) is een kikkersoort uit de familie van de Aromobatidae. De wetenschappelijke naam van de soort is voor het eerst geldig gepubliceerd in 2001 door Taran Grant en Lily O. Rodríguez.
De soort is alleen gevonden bij de Río Napo in Peru, maar waarschijnlijk komt de kikker ook op andere locaties voor. Vermoedelijk worden de eieren in de grond begraven, en worden de larven door de ouderdieren naar een waterstroom getransporteerd.